# Novotroitsk
Novotroitsk (tiếng Nga: Новотроицк) là một thành phố Nga. Thành phố này thuộc chủ thể Orenburg Oblast. Thành phố có dân số 106.315 người (theo điều tra dân số năm 2002). Đây là thành phố lớn thứ 150 của Nga theo dân số năm 2002.